# Forcipomyia ornaticrus
Forcipomyia ornaticrus är en tvåvingeart som beskrevs av Jean-Jacques Kieffer 1912. Forcipomyia ornaticrus ingår i släktet Forcipomyia och familjen svidknott.
Artens utbredningsområde är Sri Lanka. Inga underarter finns listade i Catalogue of Life.